# 奧田幹生
奧田幹生（日语：／ Okuda Mikio；1928年3月21日—2018年3月2日），是日本的自由民主黨政治家、眾議院議員（共計6期），曾任文部大臣，官品至從三位。

## 人物生平
奧田幹生出生於京都府綾部市。他在早稻田大學政治經濟學部畢業後，擔任讀賣新聞的記者。之後，他當選了京都市會議員、京都市會議長、京都府議會議員。奧田在1979年的第35屆日本眾議院議員總選舉中，經自由民主党批准，在舊京都第1區參選，不過最終落選。
1980年的第36屆日本眾議院議員總選舉中，由於當時在任的田中伊三次失去了自民黨的政黨公認候選人資格，奧田因此是自民黨唯一的正式候選人。他與古賀誠、平沼赳夫、川崎二郎、柿澤弘治等候選人一同參與選舉，最終當選。他當選後就參加了宏池會。
1996年，奧田於第1次橋本內閣中擔任文部大臣。同年的第41屆日本眾議院議員總選舉中，奧田在京都府第2區參選。奧田幹生與日本共產黨候選人井上哲士、前原誠司（其之後參與了民主党）一同參與選舉，並最終勝選。奧田比井上多獲849票，而前原誠司則以比例復活同時當選。
2000年的第42屆日本眾議院議員總選舉，他並沒有參選，而是選擇從政界隱退。退出政界後，他成為了保衛平安神宮的公民組織——平安講社的總長。
2018年3月2日，奧田於京都市內的醫院因自然老死而去世，享年89歲。其去世後，於同年3月20日獲追贈官品從三位。

## 文獻來源
1. 1 2 3  . 京都新聞. 京都新聞社. 2018-03-05  [2018-03-05]. （原始内容存档于2018-03-05）.
2. ↑  . 選挙ドットコム（ザ選挙）. 2017-09-01  [2018-12-25]. （原始内容存档于2023-08-11） （日语）.
3. ↑  . 日本経済新聞. 2018-03-20  [2018-03-29]. （原始内容存档于2018-03-29）.

| 議會席位          | 議會席位                        | 議會席位        |
| ----------------- | ------------------------------- | --------------- |
| 前任： 原田昇左右 | 眾議院環境委員長 1993年～1994年 | 繼任： 持永和見 |
| 前任： 浦野烋興   | 眾議院商工委員長 1991年         | 繼任： 武藤山治 |
| 官衔              |                                 |                 |
| 前任： 島村宣伸   | 文部大臣 第145代：1996年        | 繼任： 小杉隆   |